# Sarıtəpə
Sarıtəpə è un comune dell'Azerbaigian situato nel distretto di Şəmkir. 